# 허미미
허미미(2002년 12월 19일~)는 대한민국의 유도 선수이다. 2024년 하계 올림픽 여자 라이트급(-57 kg) 은메달과 혼성 단체전 동메달을 획득했으며 세계 선수권 대회에서 금메달 1개(2024)를 획득했다.
재일 한국인 3세로, 아버지가 대한민국인, 어머니가 일본인이다. 일본어 이름은 이케다 미미(일본어: 池田 海実)이다.

## 경력
2002년 12월 19일 일본 도쿄도에서 대한민국인 아버지와 일본인 어머니 사이에서 재일 한국인 3세로 태어나 유도 선수였던 아버지를 따라 6세 때 처음으로 유도를 시작했다. 데이쿄 중학교 3학년 때 전일본 중학생 선수권 대회에서 우승을 차지한 그녀는 일본에서 대한민국 국적을 유지하며 민단 도쿄도 에도가와구 지부장을 역임했던 할머니가 남긴 '손녀가 대한민국 대표로 올림픽에 나갔으면 좋겠다'라는 유언을 따라 대한민국 국가대표 유도 선수가 되기로 결정했다.
데이쿄 고등학교 재학 시절인 2019년에 6월에 경산에서 열린 한국 주니어 선수권 대회에서 우승하면서 대한민국 주니어 국가대표로 발탁되었다. 같은 해 7월 중화민국 타이베이에서 열린 2019년 아시아 주니어 선수권 대회에 참가하여 동메달을 획득했다. 같은 해 10월 모로코 마라케시에서 열린 2019년 세계 주니어 선수권 대회에서는 동메달 결정전에서 대표팀 동료인 김지수에게 패하여 5위에 올랐다.
고등학교 졸업 후 2021년에 와세다 대학 스포츠과학부에 진학했고, 같은 해에 경북체육회에도 입단했다. 이후 이듬해인 2022년 대한민국 국가대표로 발탁되었다. 같은 해 6월에 조지아 트빌리시에서 열린 유도 그랜드슬램 대회에서 독일의 파울리네 슈타르케를 꺾고 우승을 차지했다. 10월에는 우즈베키스탄 타슈켄트에서 열린 2022년 세계 선수권 대회에 참가하였으며 세계 선수권 대회 우승자인 캐나다의 제시카 클림케이트를 꺾고 준결승에 올랐으나 일본의 후나쿠보 하루카에게 반칙패를 당하여 결승 진출에는 실패했다. 동메달 결정전에서 몽골의 르학바터거깅 엥흐릴렝에게 패하여 5위로 첫 세계 선수권 대회를 마쳤다. 같은 해 12월에는 이스라엘 예루살렘에서 열린 월드 마스터스 대회에 참가했고 준결승에 진출했다. 허미미는 준결승에서 캐나다의 크리스타 데구치에게 패했으며 동메달 결정전에서 2020년 하계 올림픽 금메달리스트인 코소보의 노라 자코바를 꺾으며 동메달을 획득했다.
2023년 5월에는 카타르 도하에서 열린 2023년 세계 선수권 대회에 참가했으며 8강에서 일본의 후나쿠보에게 패하여 패자부활전에 진출했다. 이후 패자부활전 1차전에서 코소보의 자코바를 꺾었으나 동메달 결정전에서 지난 세계 선수권 대회에서 자신에게 패배를 가져다준 몽골의 엥흐릴렝에게 패하여 5위를 기록했다. 같은 해 7월에는 중화인민공화국 청두에서 열린 2021년 세계 대학 경기 대회에 참가하여 금메달 1개와 동메달 1개를 획득했다. 그녀는 여자 라이트급 개인전에서 일본의 오모리 아카리를 누르고 금메달을 획득했으며, 장세윤, 신채원, 한희주와 함께 여자 단체전에서 이탈리아팀을 꺾으며 브라질팀과 함께 동메달을 획득했다. 이후 9월에는 중화인민공화국 항저우에서 열린 2022년 아시안 게임 혼성 단체전에 대한민국팀의 일원으로 참가했다. 허미미는 카자흐스탄과의 대결에서 세바라 니샨바예바를 상대로 승리하였고 일본과의 경기에서는 다마오키 모모에게 패했다. 몽골과의 동메달 결정전에서는 엥흐릴렝을 상대하여 패했으며 대한민국팀은 5위를 기록했다.
2024년 1월 포르투갈 오디벨라스에서 열린 그랑프리 대회에서 러시아의 다리야 쿠르본마마도바를 꺾고 금메달을 획득했으며 4월에 홍콩에서 열린 2024년 아시아 선수권 대회에서 엥흐릴렝에게 패하면서 은메달을 획득했다. 5월에는 아랍에미리트 아부다비에서 열린 2024년 세계 선수권 대회에 참가하여 결승 연장전에서 캐나다의 데구치를 꺾으며 금메달을 획득했다. 허미미는 이 대회 우승으로 1995년 대회의 정성숙과 조민선 이후 29년 만에 세계 선수권 대회에서 우승한 대한민국 여자 유도 선수가 되었다.
2024년 7월 와세다 대학 4학년 때 프랑스 파리에서 열린 2024년 하계 올림픽에 참가하면서 선수 경력 첫 올림픽에 출전했다. 첫 상대인 이스라엘의 팀나 넬손레비를 상대로 반칙승을 거두며 8강에 올랐으며 8강에서는 몽골의 엥흐릴렝을 상대로 승리를 거뒀다. 준결승에서는 2016년 올림픽 금메달리스트인 브라질의 하파엘라 시우바를 상대로 승리하며 결승에 진출했다. 이후 결승에서 세계 선수권 대회에서 꺾었던 캐나다의 데구치에게 반책패를 당하여 은메달을 획득했다.
허미미는 개인전 이후에 열린 유도 혼성 단체전에서도 참가하여 동메달을 획득하였다. 그녀는 혼성 단체전 첫 경기인 튀르키예전에서 -48 kg급인 투체 베데르를 꺾었으며 다음 상대인 프랑스와의 경기에서는 먼저 나온 동료 선수들의 4번 연속으로 패하면서 출전하지 못했다. 패자부활전 첫 상대인 우즈베키스탄팀의 -52 kg급 선수인 디요라 켈디요로바에게 한판패를 당했으나 대한민국이 먼저 4회 승리하면서 동메달 결정전에 진출했다. 독일과의 동메달 결정전에서는 파울리네 슈타르크를 상대로 승리하면서 대한민국의 동메달 획득에 기여했다.
2025년 3월 허미미는 와세다 대학을 졸업했다. 졸업 후 일본 실업 유도팀들으로부터 입단 제의를 받았으나 2028년 하계 올림픽을 준비하기 위해 입단 제의를 거절했다. 같은 해 6월 헝가리 부다페스트에서 열린 2025년 세계 선수권 대회에 참가하여 여자 57㎏급 종목에 출전했다. 그녀는 1회전을 부전승으로 통과했으며 2회전 상대인 브라질의 시를렝 나시멘투에게 절반을 내주고 패하여 탈락했다. 또한 혼성 단체전에서는 조지아팀의 뒤를 이어 은메달 획득에 기여했다. 같은 해 7월에는 독일 에센에서 열린 2025년 세계 대학 경기 대회에 참가하여 여자 57㎏급에서 헝가리의 제르차시 로저를 꺾고 선수 경력 두 번째 세계 대학 경기 대회 금메달을 획득했다.

## 개인사
허미미는 독립운동가 허석의 5대손이다. 허석은 일제강점기인 1918년 경상북도 군위군에서 항일 격문을 붙여 1919년 징역 1년형을 선고받았고, 만기 출옥 후 옥고로 인해 1920년에 사망했으며 1991년 대한민국 건국훈장 애국장이 추서되었다. 그녀는 2024년 하계 올림픽 유도 종목이 끝난 후 곧바로 귀국해 군위군 삼국유사면 화수리에 있는 현조부 허석의 기적비를 찾아 메달을 바쳤다.
허미미는 대한민국과 일본의 복수국적자로 생활해 오다가, 복수국적을 인정하지 않는 일본의 국적법에 따라 2023년에 최종적으로 대한민국 국적을 선택했다. 그녀에게는 여동생 허미오가 있으며, 허미오도 경북체육회 소속의 유도 선수로 활동하고 있다.